# Gespanschaft Virovitica-Podravina
Die Gespanschaft Virovitica-Podravina [ˈʋirɔʋititsa ˈpɔdraʋina] (kroatisch Virovitičko-podravska županija) ist eine Gespanschaft in der kroatischen Region Slawonien. Sie liegt im nördlichen Slawonien längs der Drau an der Grenze zu Ungarn. Sie hat eine Fläche von 2.024 km² und 69.782 Einwohner (Stand 31. Dezember 2021). Der Verwaltungssitz ist Virovitica. Die Gespanschaft hat das geringste Pro-Kopf-Einkommen in Kroatien.

## Bevölkerung

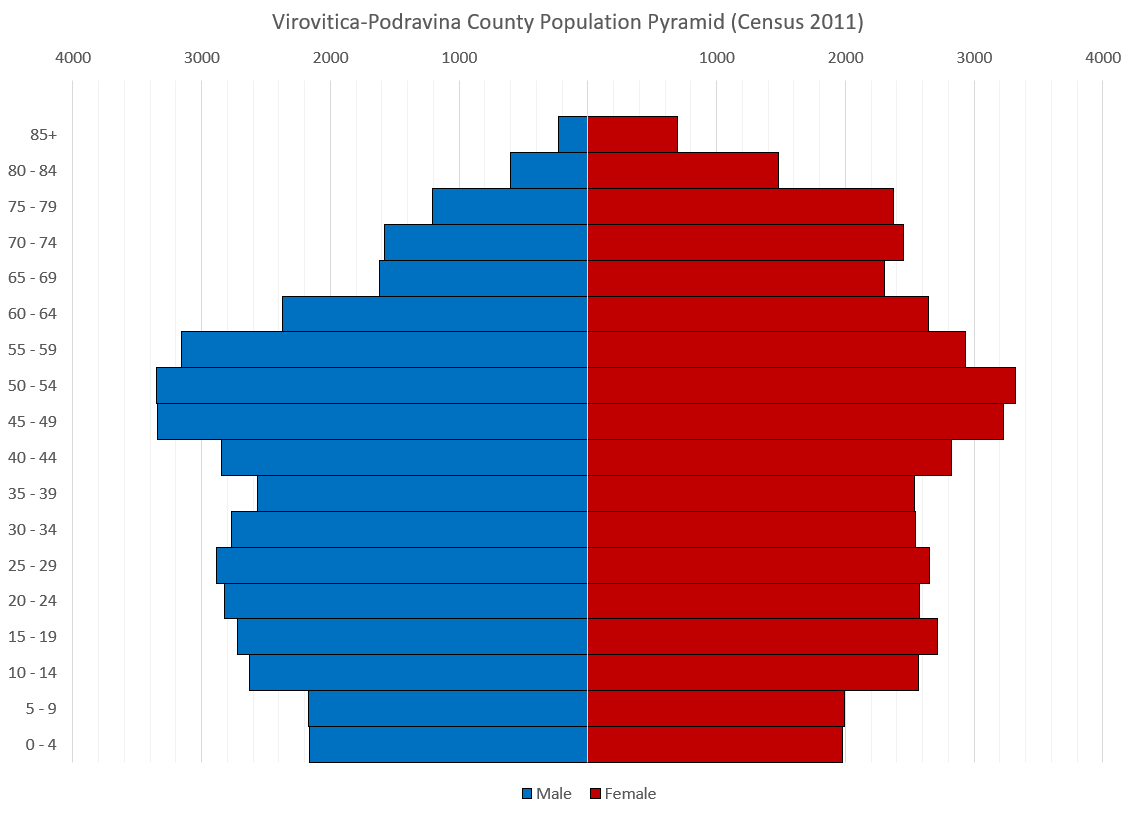
Alterspyramide der Gespanschaft Virovitica-Podravina (Volkszählung 2011)

Zusammensetzung der Bevölkerung nach Nationalitäten (Daten der Volkszählung von 2011):
| Ethnie    | Anzahl | Prozent |
| --------- | ------ | ------- |
| Kroaten   | 77.897 | 91,82 % |
| Serben    | 05.144 | 06,06 % |
| Albaner   | 00.234 | 00,28 % |
| Ungarn    | 00.200 | 00,24 % |
| Tschechen | 00.104 | 00,12 % |

## Städte und Gemeinden
Die Gespanschaft Virovitica-Podravina ist in 3 Städte und 13 Gemeinden gegliedert. Diese werden nachstehend jeweils mit der Einwohnerzahl zur Zeit der Volkszählung von 2011 aufgeführt.

### Städte
| Stadt      | Einw.  |
| ---------- | ------ |
| Orahovica  | 05.304 |
| Slatina    | 13.686 |
| Virovitica | 21.291 |

### Gemeinden
| Gemeinde        | Einw.  |
| --------------- | ------ |
| Crnac           | 01.456 |
| Čačinci         | 02.802 |
| Čađavica        | 02.009 |
| Gradina         | 03.850 |
| Lukač           | 03.634 |
| Mikleuš         | 01.464 |
| Nova Bukovica   | 01.771 |
| Pitomača        | 10.059 |
| Sopje           | 02.320 |
| Suhopolje       | 06.683 |
| Špišić Bukovica | 04.221 |
| Voćin           | 02.382 |
| Zdenci          | 01.904 |